# Cantone di Quimper-1
Il Cantone di Quimper-1 è una divisione amministrativa dell'Arrondissement di Quimper e dell'Arrondissement di Châteaulin.
A seguito della riforma approvata con decreto del 13 febbraio 2014, che ha avuto attuazione dopo le elezioni dipartimentali del 2015, è stato ridefinito e include altri 6 comuni.

## Composizione
Prima della riforma del 2014 comprendeva solo parte della città di Quimper.
Dal 2015, oltre a parte del territorio comunale della città di Quimper, i comuni appartenenti al cantone sono i seguenti 6:
- Guengat
- Locronan
- Plogonnec
- Plomelin
- Plonéis
- Pluguffan